# مارثا بورتون ويليامسون
مارثا بورتون ويليامسون (بالإنجليزية: Martha Burton Woodhead Williamson)‏ هي عالمة رخويات ‏ أمريكية، ولدت في 6 مارس 1843 في Rothwell, West Yorkshire ‏ في المملكة المتحدة، وتوفيت في 18 مارس 1922 في لوس أنجلوس في الولايات المتحدة.